# Symptom of the Universe
Symptom of the Universe è un brano musicale heavy metal del gruppo inglese Black Sabbath. È la terza traccia del loro sesto album in studio, pubblicato nel 1975.
La canzone è tra le più apprezzate dei Black Sabbath, ed è anche ritenuta tra le prime canzoni thrash metal della storia della musica.
Symptom of the Universe è divisa in due parti: la prima parte più pesante e puramente heavy metal e la seconda parte più melodica ed acustica. Composta dal chitarrista Tony Iommi, il suo testo è stato scritto dal bassista Geezer Butler, ispirato da un suo sogno, con riferimenti e citazioni sulla cosmogonia, su Dio e sulle creature mitologiche.
Questo brano è stato usato nella colonna sonora del videogioco Brütal Legend ed è stato anche reinterpretato dai Sepultura. Una parte del brano è stata inoltre suonata dai Candlemass nel loro Black Sabbath Medley, un medley tra varie canzoni dei Black Sabbath.
Nel 1982 la versione dal vivo eseguita dal cantante dei Black Sabbath e inserita nel suo primo album dal vivo da solista Speak of the Devil è stata pubblicata come singolo.

## Formazione
- Ozzy Osbourne - voce
- Tony Iommi - chitarra elettrica
- Geezer Butler - basso elettrico
- Bill Ward - batteria

## Singolo di Ozzy Osbourne
Ozzy Osbourne pubblicò una sua versione dal vivo del brano come primo singolo estratto dal suo primo album dal vivo da solista, Speak of the Devil  (Talk of the Devil per il mercato britannico), nel Regno Unito, mentre la sua versione di Paranoid venne pubblicata come singolo per il mercato internazionale.

### Tracce
1. Symptom of the Universe – 5:19
2. Iron Man/Children of the Grave – 8:36

#### Formazione
- Ozzy Osbourne - voce
- Brad Gillis - chitarra
- Rudy Sarzo - basso
- Tommy Aldridge - batteria